# Regenboogmosschijfje
Het regenboogmosschijfje (Octospora rubens) is een kleine oranje paddenstoel uit de familie Pyronemataceae. Het komt op zandgrond, vooral in droog grasland en droge heide en leeft mogelijk zwak parasitisch bij bladmossen. Het komt voor bij het gewoon purpersteeltje (Ceratodon purpureus) en infecteert de steel en bladeren.

## Kenmerken
De apothecia hebben een diameter van 1 tot 3 mm. Het hymenium is diep rood dieprood, tomaatrood, diep zalmrood, meestal met opvallende vliezige rand. De ascus bevat acht sporen en meet 200-280 × 13-19 µm. De ascosporen liggen in een rij (uniseriaat). De sporen zijn ellipsoïde en meten (14-)15-18(-20) × 10-12(-14) µm. De parafysen zijn apicaal met grote korrelige, gepigmenteerde inhoud.
Octospora rubens en Octospora rustica hebben niet te onderscheiden sporen en komen voor in hetzelfde habitat bij de zelfde mossen. Ze zijn te onderscheiden aan de hand van de kleur van de apothecia en de parafysen.

## Verspreiding
Het regenboogmosschijfje komt in Europa (Duitsland, Finland, Frankrijk, etc) en Noord-Amerika (Verenigde Staten). In Nederland komt het zeldzaam voor .